# شركة الساحل للتنمية والاستثمار
شركة الساحل للتنمية والاستثمار هي شركة كويتية مساهمة عامة تأسست في عام 1975، وتُعد من أبرز وأقدم الشركات الاستثمارية في دولة الكويت. تم إدراجها في سوق الكويت للأوراق المالية منذ عام 1989، مما يعكس استقرارها المالي ومصداقيتها في السوق.

### الملكية والمساهمون الرئيسيون
بحسب البيانات المتوفرة، يُعتبر عبد اللطيف خالد السهلي من أبرز المساهمين في شركة الساحل للتنمية والاستثمار، حيث يمتلك حصة تُقدّر بـ 26.03% من رأس المال، سواءً بشكل مباشر أو غير مباشر.
كما تمتلك شركة الوطنية الدولية القابضة ش.م.ك. حصة تُقدّر بـ 31.65% من أسهم الشركة، مما يعكس حجم الاستثمار الكبير لهذه الشركة في شركة الساحل للتنمية والاستثمار.

### الأنشطة والاستثمارات
تُمارس شركة الساحل للتنمية والاستثمار أنشطة مالية متنوعة تشمل:
- إدارة الاستثمارات: تتضمن الأسهم، الأسهم الخاصة، وإدارة الأصول عبر الأسواق المحلية والخليجية والدولية.
- إدارة الصناديق والمحافظ الاستثمارية: تقديم خدمات متخصصة في هذا المجال.
- الاستشارات المالية: تقديم خدمات استشارية في مجالات التمويل وإدارة الشركات.
- خدمات تداول الأسهم عبر الإنترنت: توفير منصات تداول متطورة للمستثمرين.[3]